# 19727 Allen
19727 Allen è un asteroide della fascia principale. Scoperto nel 1999, presenta un'orbita caratterizzata da un semiasse maggiore pari a 2,4355274 UA e da un'eccentricità di 0,1855579, inclinata di 13,33445° rispetto all'eclittica.